# سرزمین موعود (فیلم ۱۹۷۳)
«سرزمین موعود» (اسپانیایی: La tierra prometida‎) یک فیلم به کارگردانی میگل لیتین است که در سال ۱۹۷۳ منتشر شد.